# Kradziejów
Kradziejów – część wsi Drogomyśl w Polsce położona w województwie śląskim, w powiecie cieszyńskim, w gminie Strumień.

W latach 1975–1998 część wsi położona była w województwie bielskim.